# SBB De 6/6
Bei der De 6/6 der Schweizerischen Bundesbahnen (SBB) handelt es sich um eine elektrische Güterzuglokomotive, die für die Seetallinie angeschafft wurde. Die drei Lokomotiven, die als Seetal-Krokodil bezeichnet wurden, waren anfänglich für zwei Stromsysteme gebaut (5500 V 25 Hz und 15 000 V 16 2/3 Hz). Die Lokomotiven wurden 1926 ausgeliefert und von den SBB 1983 ausrangiert.

## Geschichte
Die anfänglich mit Dampf betriebene Seetalbahn wurde schon 1909 elektrifiziert, allerdings in der exotischen Wechselspannung von 5500 Volt und 25 Hz. Als die Strecke am 1. Januar 1922 verstaatlicht wurde und zu den SBB kam, zeigte sich ein Bedarf von drei Güterzugslokomotiven. Die SBB entschlossen sich sogleich, bei der Industrie drei Lokomotiven zu bestellen. Diese entsprachen weitestgehend den auch gerade bestellten Ee 3/3 (Halbschuh).

## Technisches
Das Fahrzeug besteht aus zwei Vorbauten, in denen der Antrieb untergebracht ist; diese sind über eine Brücke miteinander verbunden. Die Vorbauten entsprechen weitestgehend einer Ee 3/3 (16311–16326). So sind die meisten Fahrwerksteile und auch die Fahrmotoren mit den Ee 3/3 tauschbar. Der Transformator ist allerdings in die Brücke verlegt worden. Es handelt sich vom Aufbau her um ein echtes Krokodil. Eingebaut worden ist ein stehender Öltransformator der ersten Generation, er besass einen separaten Ölkühler. Es waren Flachbahnstufenschalter eingebaut. In jedem Vorbau war ein Fahrmotor untergebracht, der über eine Schrägstange (Winterthurer Schrägstangenantrieb) und Kuppelstange die drei Achsen, die sich in einem gemeinsamen Innenrahmen befanden, antrieb. Die mittlere Achse war im Rahmen so gelagert, dass sie um 6 mm auf beide Seiten verschiebbar war.
Die anfängliche Länge mit Stangenpuffern betrug 14'000 mm, mit dem Anbau von modernen Puffern verlängerte sie sich um 60 mm auf die Gesamtlänge von 14'060 mm.
Alle drei Lokomotiven konnte anfänglich zwischen den beiden Stromsystemen 5500 Volt 25 Hz und 15 000 V 16 2/3 Hz umgeschaltet werden. Diese Einrichtung wurde, vier Jahre nachdem die Seetalbahn auf das SBB-System umgestellt war, ausgebaut.
Bis 1954 trugen die De 6/6 einen grünen Farbanstrich, danach einen oxidroten Farbanstrich, wie er bei den Rangierlokomotiven und bei den umgebauten SBB De 4/4 zur Anwendung kam.

## Betriebseinsatz
Die Lokomotiven waren immer auf der Seetalbahn im Einsatz, wobei sie auch vereinzelt auf den anstossenden Strecken zum Einsatz kamen. Mit einer Höchstgeschwindigkeit von 50 km/h war sie aber auf den Hauptstrecken nicht wirklich brauchbar. Die Lokomotiven waren auch immer dem Depot Luzern zugeteilt. Den Grossunterhalt führte bis 1972 die HW Bellinzona aus, danach die HW Biel.
Das einzige langdauernde Gastspiel fand zwischen 1926 und 1931 statt, denn zwischen 1926 und 1929 war die 15303 als Rangierlokomotive in Bellinzona S. Paolo im Einsatz. Zwischen 1929 und 1931 war die 15302 in Chiasso stationiert.

## Verbleib
Die De 6/6 15302 wurde im Januar 1983 und die 15303 im März 1983 verschrottet, die 15301 wurde im April 1983 an die OeBB verkauft.
Bei der OeBB erlitt die Lokomotive 1990 einen Kurzschluss im Heizstromkreis, womit beim Transformator ein irreparabler Schaden entstand. Da die beiden anderen Lokomotiven schon verschrottet waren, war dieser normalerweise endgültige Schaden kein Hinderungsgrund, sich eine Reparaturlösung zu überlegen. Dank der Ingenieurschule Biel konnte ein Sanierungsplan erarbeitet werden. Eine Diplomarbeit eines HTL-Studenten zeigte auf, dass es möglich war, unter Zuhilfenahme von Recyclingmaterial eines SBB-BDe-4/4-Triebwagens die Lokomotive wieder betriebsfähig herzustellen. Dazu mussten der Transformator und der Hauptschalter eines ausrangierten Triebwagens übernommen und die Fahrmotoren in Serie geschaltet werden. Da eine Machbarkeitsstudie vorlag, wurde in der Folge ein Verein gegründet, der als Vereinsziel den Erhalt und die Wiederinbetriebnahme der Lokomotive hatte. Am 31. Dezember 1995 begann man dann damit, die Lokomotive zu zerlegen. Eingebaut wurden schlussendlich der Hauptschalter der SBB Re 4/4 I 10033 und der Transformator der BLS Ce 4/4 316, welcher im Gegensatz zu dem der BDe 4/4 dem originalen ähnlich ist. In jahrelanger Arbeit konnte das Seetal-Krokodil wieder betriebsfähig hergestellt werden und wurde am 10. April 2008 vom Bundesamt für Verkehr abgenommen.
Die Maschine befand sich danach mehrere Jahre im Bahnpark Brugg AG. Bis 2014 wurden ihr die neusten Zugsicherungen eingebaut und durch das BAV abgenommen. Somit verfügt das Seetalkrokodil wieder 
über eine Betriebsbewilligung und ist auf dem Schweizer Schienennetz (mit Ausnahme der ETCS-L2-gesicherten Strecken) einsetzbar. Die erste Fahrt nach der Zulassung erfolgte am 9. Mai 2015 von Brugg nach Koblenz und Stein Säckingen.
Im August 2016 kehrte die Maschine in ihre alte Heimat zurück und ist jetzt beim Verein Historische Seetalbahn in der Remise Hochdorf stationiert.